# Chan asz-Szuna
Chan asz-Szuna – karawanseraj zlokalizowany na Starym Mieście Akki, na północy Izraela.

## Historia
Karawanseraj Chan asz-Szuna został wybudowany w XVIII wieku na ruinach dawniejszych budowli z czasów krzyżowców. Znajduje się on w południowej części Starego Miasta Akki, w odległości około 30 metrów na zachód od Chan al-Umdan. Istnieją plany renowacji karawanseraja i przekształcenia go w centrum turystyczne.

## Architektura
Chan asz-Szuna jest otwartym karawanserajem, w którym w przeszłości kupcy wyładowywali swoje towary na przestronnym wewnętrznym dziedzińcu. W jego centrum znajdował się marmurowy basen, wypełniony wodą z wodociągów. Dziedziniec jest ze wszystkich czterech stron otoczony dwukondygnacyjnym budynkiem. Brama wjazdowa znajduje się po stronie wschodniej. Na parterze mieściły się pomieszczenia dla zwierząt, magazyny oraz gospoda, natomiast piętro zajmował hotel dla podróżnych. Jest on mocno zaniedbany, a jego wyjątkowość polega na tym, że na parterze zachowały się pozostałości oryginalnych budynków z czasów krzyżowców.